# Aegle vespertinalis
Aegle vespertinalis är en fjärilsart som beskrevs av Jules Pièrre Rambur 1858. Aegle vespertinalis ingår i släktet Aegle och familjen nattflyn, Noctuidae. Inga underarter finns listade i Natural History Museums The Global Lepidoptera Names Index.